# 八乙女かのん
八乙女 かのん（やおとめ かのん、1986年4月20日 - ）は、日本のAV女優。
東京都出身。身長：154cm 、スリーサイズ：B92（Gカップ）・W59・H87。血液型：O型。趣味:DVD鑑賞。

## 略歴
2007年に『たわわな桃乳 八乙女かのん』でAVデビュー。

## 作品

### アダルトビデオ
2007年
- たわわな桃乳 八乙女かのん（7月27日、クリスタル映像）
- 桃乳娘に恋しちゃう♥ 八乙女かのん（8月24日、クリスタル映像）
- 女乳 八乙女かのん（9月28日、クリスタル映像）
- コスプレ召使い 八乙女かのん（10月12日、クリスタル映像）
- 妹の桃乳ボイン 八乙女かのん（11月16日、クリスタル映像）
- 巨乳×爆乳GRANDPRIX DX 2（11月30日、クリスタル映像）
- 完全ファイル 八乙女かのん（12月21日、クリスタル映像）

2009年
- ボイン大好きしょう太くんのHなイタズラ 22（2月5日、グローリークエスト）
- ULTRA BIG TITS Gcup 八乙女かのん（2月11日、プレステージ）
- 強淫SEX 巨乳ナシクズシ犯（4月2日、グローリークエスト）

2011年
- デカイだけじゃない！キレイな巨乳 02 （2月8日、プレステージ）

### 雑誌
- 「MEN'S GOLD 2008年5月号」リイド社、2008年4月。

### 電子書籍
- 「裸に塗り絵〜レッツ、ボディーペインティング！〜 佐山愛＆八乙女かのん」（2008年7月23日、イースト・プレス）
- 「姉妹愛 佐山愛＆八乙女かのん」（2008年7月23日、イースト・プレス）